# Walter Lübcke
Walter Lübcke  (22 de agosto de 1953 - 2 de junio de 2019) fue un político local alemán en Hesse y miembro de la Unión Demócrata Cristiana. El 2 de junio de 2019, fue asesinado en su casa por un extremista neonazi. Stephan Ernst fue arrestado el 15 de junio de 2019 y confesó el crimen el 25 de junio de 2019. La Fiscalía Federal clasificó el asesinato como un asesinato político.

## Trayectoria
Entre 1999 y 2009 fue miembro del Parlamento Regional Hesiano.
Desde 2009 Lübcke se había desempeñado como presidente del distrito gubernamental (Regierungsbezirk) de Kassel, uno de los tres en el estado federado de Hesse.
Lübcke era conocido por sus opiniones a favor de los inmigrantes. Recibió amenazas de muerte después de declarar en una reunión pública que las personas eran libres de salir del país si se oponían a ayudar a quienes solicitaban asilo.

## Muerte
El 2 de junio de 2019, Lübcke fue encontrado muerto en la terraza de su residencia en el pueblo de Istha. Le habían disparado en la cabeza a corta distancia. El 15 de junio de 2019, un sospechoso de 45 años, Stephan Ernst, fue arrestado. Se sabía que Ernst tenía opiniones políticas de extrema derecha y tenía vínculos con el ultraderechista Partido Nacionaldemócrata de Alemania (NPD) y la rama alemana del grupo terrorista neonazi británico Combat 18 (C18). Ernst había sido previamente condenado por ataques con cuchillo y bomba contra objetivos relacionados con minorías étnicas en Alemania. En enero de 2021, Ernst fue condenado a cadena perpetua por el asesinato de Lübcke.